# 5777 Hanaki
Az 5777 Hanaki (ideiglenes jelöléssel 1989 XF) a Naprendszer kisbolygóövében található aszteroida. Mizuno Josikane és Furuta Tosimasza fedezte fel 1989. december 3-án.